# Otto der Fröhliche

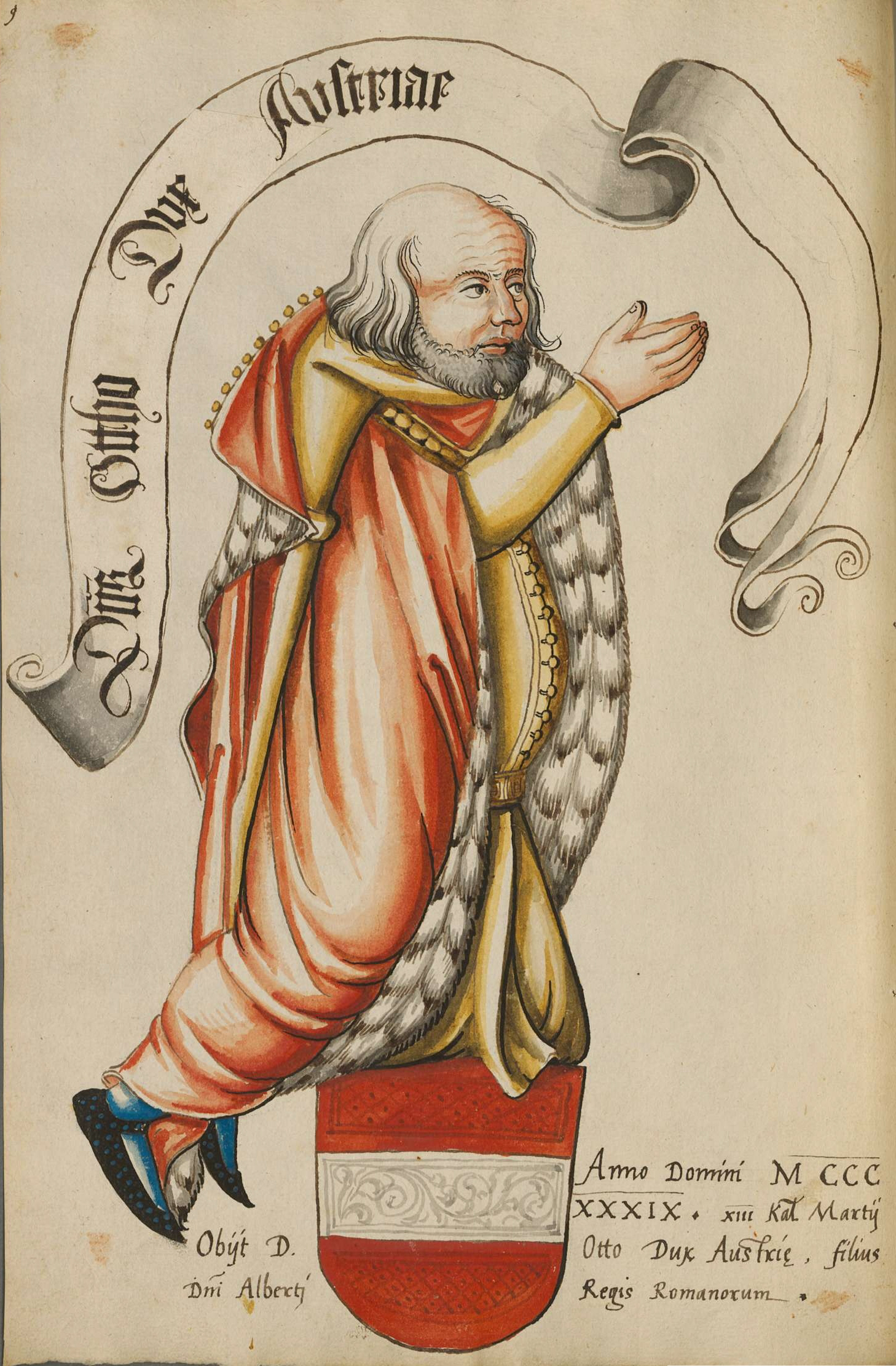
Otto der Fröhliche (Idealporträt in einer Handschrift um 1560)

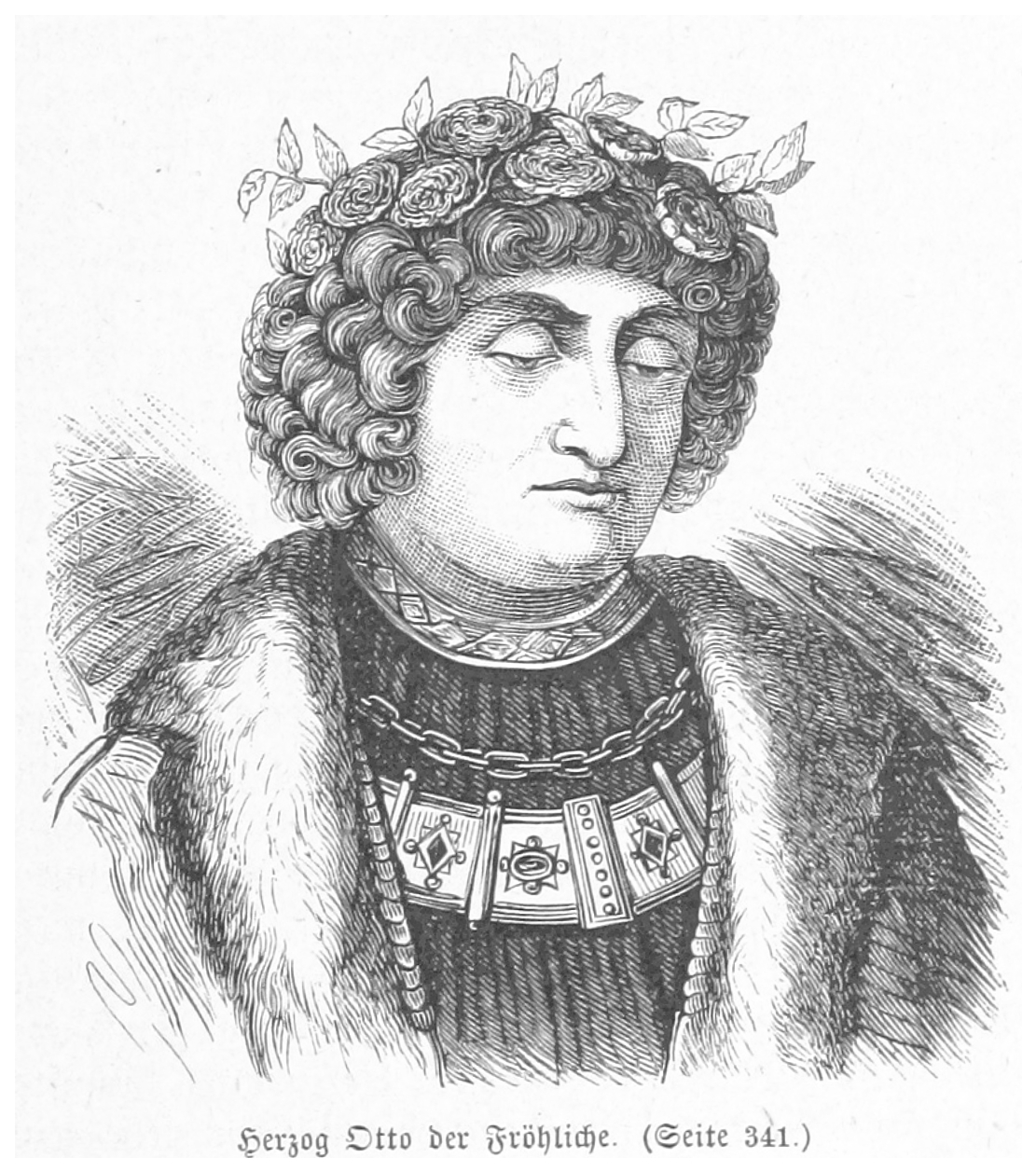
Otto der Fröhliche in: Alt- und Neu-Wien. Geschichte der Kaiserstadt und ihrer Umgebungen 1880

Otto IV., der Fröhliche (Heitere, lateinisch iucundus), auch der Kühne (lat. Audax) genannt, (* 23. Juli 1301 in Wien; † 17. Februar 1339 in Neuberg) war Herzog von Österreich, Steiermark und Kärnten. Sein Beiname bezieht sich auf sein geselliges Hofleben.

## Leben
Otto stammte aus dem Geschlecht der Habsburger. Er war der jüngste Sohn von Albrecht (V. von Habsburg, I. als deutscher König) und seiner Frau Elisabeth aus dem Haus der Görz-Tiroler Meinhardiner.
Seine Brüder waren Rudolf Kaše, König von Böhmen, der deutsche Gegenkönig Friedrich der Schöne, die Herzöge von Österreich Leopold der Glorwürdige und Albrecht der Weise sowie Heinrich der Sanftmütige (nichtregierender Herzog von Österreich).
Als jüngster Sohn war Otto anfangs von der Herrschaft ausgeschlossen. 1325 heiratete er Elisabeth von Niederbayern (1305–1330), Tochter von Stephan I., Herzog von Niederbayern, und Judith, Herzogin von Schweidnitz. 1329 wurde ihm dann die Verwaltung der habsburgischen Besitzungen am Oberrhein (Vorderösterreich) übertragen. Ab 1330 regierte Otto mit seinem Bruder Albrecht das Herzogtum Österreich. 1331 wurde Otto von Ludwig dem Bayern zum Reichsvikar ernannt. Ludwig der Bayer gab nach dem Tod Heinrichs von Kärnten, dem letzten der Görz-Tiroler, Albrecht und Otto am 2. Mai 1335 in Linz die Herzogtümer Kärnten und Krain als Reichslehen.
Otto ließ sich am 2. Juli 1335 als erster Habsburger nach altem Brauch in slowenischer Sprache auf dem Herzogstuhl auf dem Zollfeld als Herzog von Kärnten einsetzen und kümmerte sich die meiste Zeit seiner Regierung mehr um Kärnten als um das habsburgische Österreich. Er stiftete das Kloster Neuberg in der Steiermark (als Gelöbnis für die Geburt seines ersten Sohnes Friedrich) und die Georgskapelle der Augustinerkirche in Wien. Im Februar 1335 heiratete er in zweiter Ehe in Znaim Anna von Böhmen (1323–1338), Tochter des Luxemburgers Johann von Böhmen, Schwester Karls IV. Er begründete 1337 die Societas Templois, eine Rittergesellschaft für Preußenfahrten. 
Otto starb 1339 und wurde im von ihm gestifteten Zisterzienserkloster zu Neuberg beigesetzt. 1344 starben seine beiden Söhne, Leopold und Friedrich, mit 17 und 16 Jahren innerhalb weniger Monate – Vergiftung wurde seinerzeit vermutet. Damit erlosch sein Stamm.
Die Neuberger Gruft verfiel und wurde vergessen, bis sie 1820 wieder aufgefunden wurde. Man stellte sie wieder her, und die Gebeine Ottos, seiner beiden Gemahlinnen Elisabeth und Anna und seiner beiden Söhne wurden im feierlichen Trauergottesdienst am 13. März 1820 in der erneuerten Gruft beigesetzt.

## Nachkommen
Aus der Ehe mit Elisabeth von Niederbayern gingen zwei Söhne hervor:
- Friedrich II. (1327–1344), Herzog von Österreich
- Leopold II. (1328–1344), Herzog von Österreich

## Wahlspruch
Um einen geflügelten Greif die Devise: Unguibus et rostro ac alis armatus in hostem („Mit Krallen und Schnabel und Flügeln bewaffnet gegen den Feind.“)

## Otto in Legende und Sage
Philipp Frankfurter hat Otto von Österreich in seinem Buch Die geschicht und histori des pfaffen von Kalenberg ein literarisches Denkmal gesetzt, wobei nicht ausgeschlossen werden kann, dass dessen Rolle bereits in seinen Quellen vorgegeben war. Als Herzog Otto der Fröhliche, der seinen Hof in Wien hat, ist Otto von Österreich zusammen mit seiner Ehefrau Elisabeth jedenfalls eine wichtige Bezugsperson des legendären Pfaffen vom Kahlenberg.